# Wistinghauser Schlucht

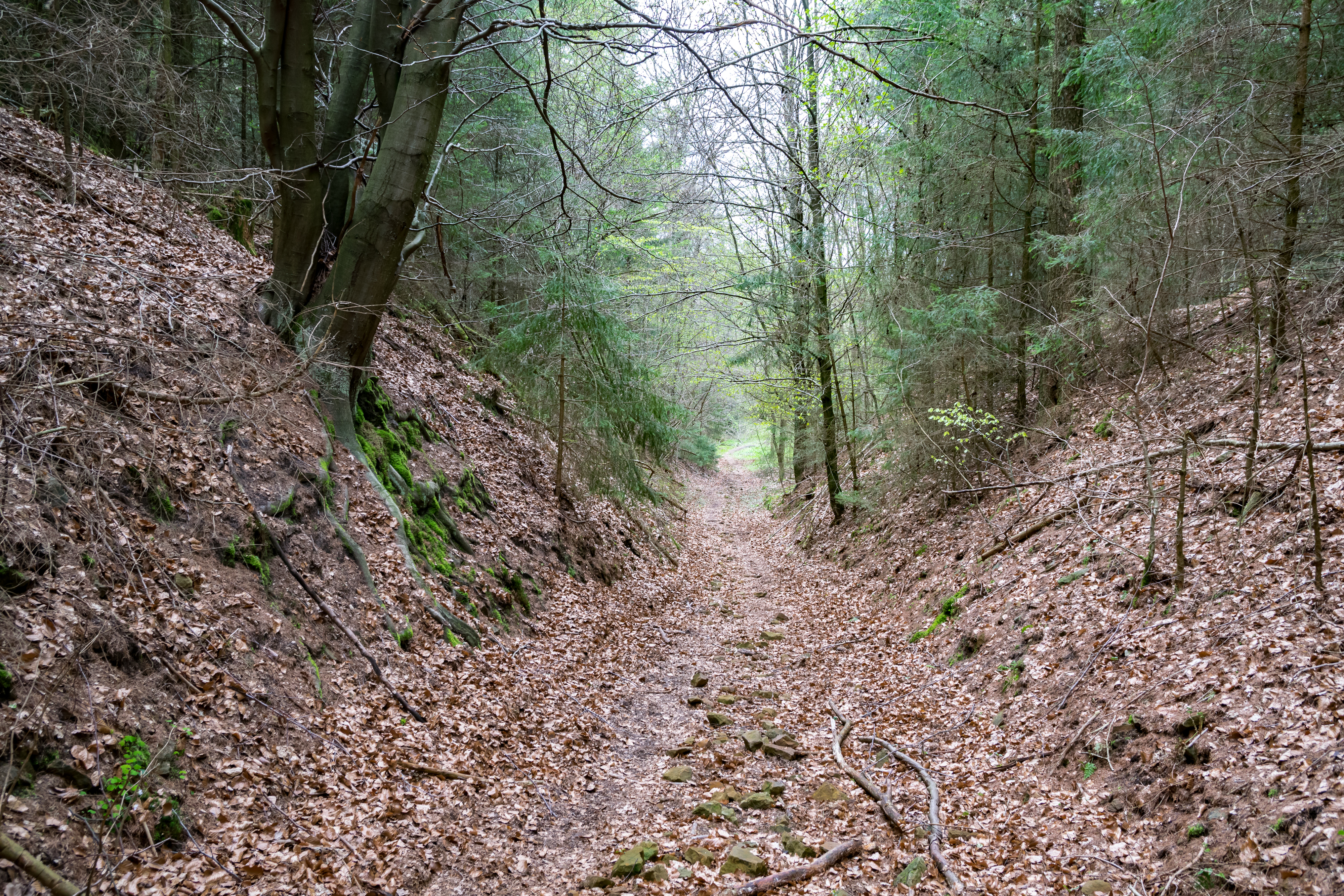
Wistinghauser Schlucht

Die Wistinghauser Schlucht ist eine Schlucht auf dem Gebiet von Helpup, einem Ortsteil von Oerlinghausen im Kreis Lippe in Nordrhein-Westfalen. Sie liegt zwischen dem Tönsberg und der Hunneckenkammer im Teutoburger Wald. Das namensgebende Gut Wistinghausen liegt am nördlichen Ausgang der Schlucht. Im Südwesten befindet sich der Mämerisch.
Die Wistinghauser Schlucht führt zum Wistinghauser Pass auf 267 m (⊙) zwischen Tönsberg im Nordosten und Mämerisch im Südwesten, über den in früheren Zeiten ein wichtiger aus der Senne kommender Handelsweg über den Teutoburger Wald in Richtung Norden führte. Von einer auf dem östlichen Tönsberg liegenden Wallburg, dem Sachsenlager, konnte dieser Weg kontrolliert werden. Der verstärkte Ausbau der Wallburg zur Schluchtseite hin lässt die strategische Funktion der Anlage deutlich werden. Noch in spätkarolingischer Zeit verlor die Wistinghauser Schlucht zunehmend an Bedeutung als wichtiger Pass zugunsten des weiter westlich liegenden Oerlinghauser Passes. Mit der Verlegung des Handelsweges verlor auch die Wallburg zunehmend ihre Funktion und wurde schließlich um 850 n. Chr. aufgegeben.
Reste von alten Wegespuren sind auch heute noch in der Schlucht erkennbar. Am südlichen Ausgang der Schlucht ist außerdem ein etwa 20 m langer Wall mit Graben quer zur Wegeführung erhalten, der als mittelalterliche Landwehr zu deuten ist.
Die Wistinghauser Schlucht liegt im Landschaftsschutzgebiet Teutoburger Wald mit Lippischem Wald, Osning-Kamm und östlichem Osning-Vorland.